# Casa Bar Pirineus
La Casa Bar Pirineus és una obra de Ripoll protegida com a Bé Cultural d'Interès Local.

## Descripció
Es tracta d'un edifici format per baixos, tres pisos i altell. Hi ha dues obertures per planta; als baixos dues portes; al primer pis un únic balcó amb baranes de ferro treballades, per a les dues obertures. Al segon i al tercer pis hi ha dos balcons individuals. A l'altell hi ha dues obertures circulars. Al voltant de les obertures hi ha un marc. Una línia horitzontal de motllures separa cadascun dels nivells de façana; també hi ha línies de motllures per sobre de les obertures circulars.